# Aramon Noir

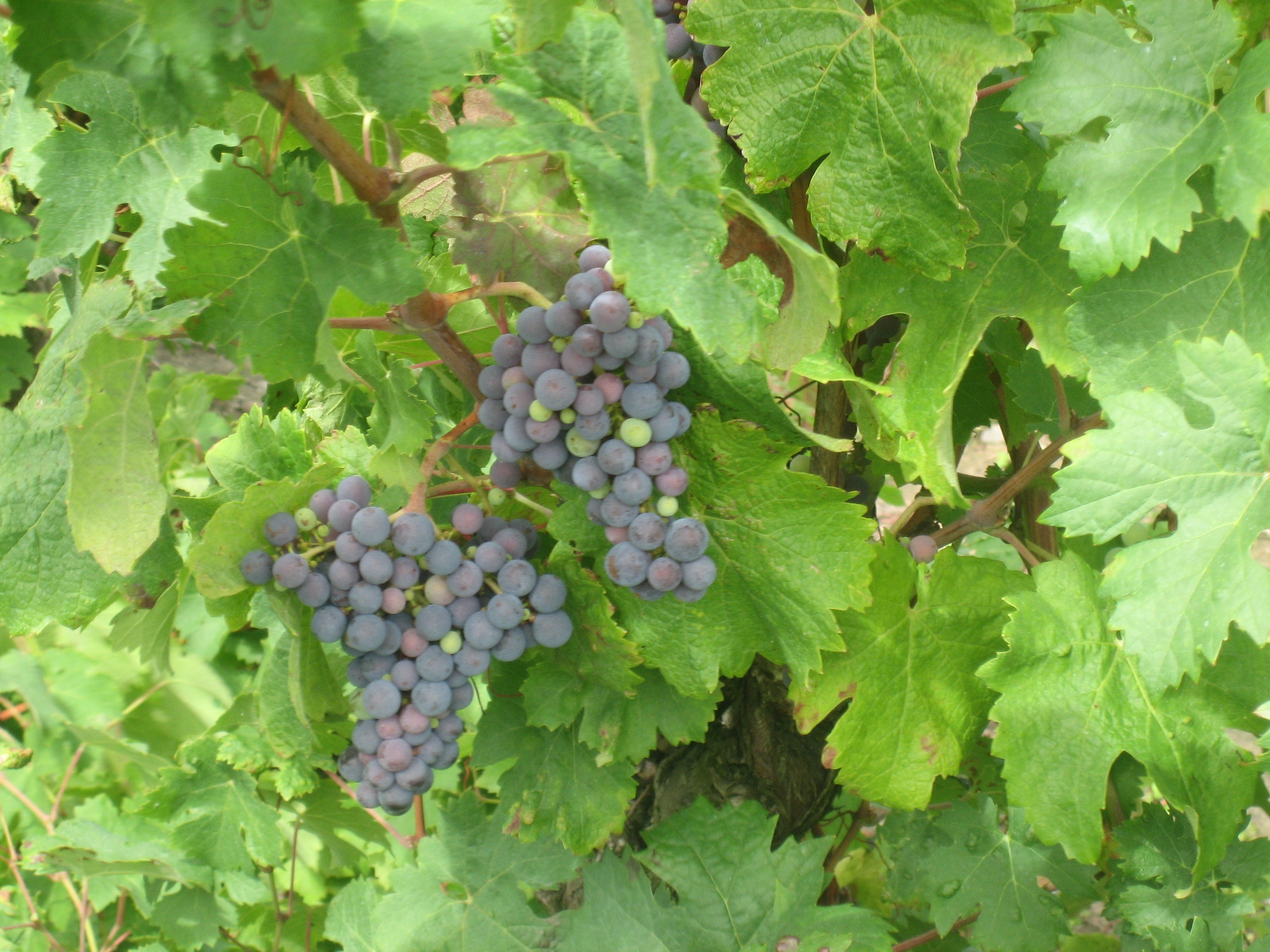
blauw druivenras

De Aramon Noir is een  Franse blauwe druivensoort.

## Geschiedenis
Zoals veel oude variëteiten heeft de aramon drie verschillende kleuren: blauw, grijs en wit. En allemaal gevonden in Zuid-Frankrijk in de Languedoc-Roussillon. Verrassenderwijs is de witte versie - die trouwens meer paars lijkende druiven heeft - het eerst benoemd door de Zwitserse botanicus Augustin Pyramus de Candolle, die in zijn catalogus de talrijke soorten beschreef die voorkwamen in de botanische tuin van  Genève. Nog verbazingwekkender werd de blauwe versie die voor het eerst in 1826 werd beschreven in het Verenigd Koninkrijk in de Cataloque of Fruits van de Royal Horticultural Society. Hij werd pas in 1829 beschreven door de beroemde Franse kweker Louis Bouschet. De druif is vernoemd naar de gemeente Aramon in het Franse departement Gard, alhoewel hij daar nooit op grote schaal is aangeplant.

## Kenmerken
De druif bloeit vroeg in het jaar, zodat er een risico is op nachtvorst, maar aan de andere kant is het een zeer productief druivenras. Opbrengsten zijn over het algemeen hoog door de immens grote druiventrossen.
Wanneer de stokken echter ouder worden en het rendement sterk naar beneden gaat, kan deze druif een belangrijk ingrediënt vormen voor wijn die moet ouderen, dit door de zuren die de aramon meegeeft. Deze variëteit is gevoelig voor echte meeldauw, botrytis en spint.
Als cépagewijn is hij door zijn dunne schil geschikt om rosé van te maken. Bij rode wijn dient deze druif voornamelijk als opvulling van een blend met bijvoorbeeld de Alicante Bouschet. 

## Gebieden
De druif Aramon is al jaren op de terugweg qua populariteit. Werden er in de vijftiger jaren van de vorige eeuw nog 150.000 hectare mee aangeplant, in 2008 waren dat er niet veel meer dan 3.000.

## Synoniemen[1]
- Aramon Chernyi
- Aramon Crni
- Aramon Negro
- Aramon Noire
- Aramon Pignat
- Aramon Pigne
- Aramon Rozovyi
- Aramon Saint Joseph
- Aramone

- Aramonen
- Aramont
- Arramont
- Burchardt's Prince
- Burckarti Prinz
- Burkhardt
- Eramoul
- Eromoul
- Gros Bouteillan

- Kek Aramon
- Pisse Vin
- Plant Riche
- Rabalaire
- Ramonen
- Reballaire
- Reballayre
- Revalaire
- Revellaire

- Ugni Neru
- Ugni Nevu
- Ugni Noir
- Uni Negre
- Uni Noir.